# Bw family.tv
bw family.tv ist ein privater regionaler Fernsehsender für Baden-Württemberg. Der Sender ist seit dem 15. Februar 2006 auf Sendung und wird von der bw family.tv GmbH & Co. KG mit Sitz in Stuttgart betrieben. Die Sendeabwicklung und die Geschäftsführung befinden sich in Karlsruhe.

## Geschichte
Am 27. Januar 2005 wurde bei der zuständigen Landesanstalt für Kommunikation Baden-Württemberg (LfK) der Zulassungsantrag für den Sender bw family.tv eingereicht. Die Gründungsgesellschafter des Sendebetreibers bw family.tv GmbH waren die Salo Holding AG, die Weber Management GmbH, die L-TV GmbH, die ERB Medien GmbH, die Evangelischer Rundfunkdienst Baden ERB gGmbH, Bibel-TV Geschäftsführer Henning Röhl, die b.i.g. gruppe-management GmbH, die Com!media GmbH und die EKD Media GmbH.
Die Zulassung erfolgte am 27. Juni 2005 für den Zeitraum vom 1. Juli 2005 bis 30. Juni 2013. Bw family.tv erhält den Status eines privaten bundesweiten Fernsehveranstalters.
Seit dem 15. Februar 2006 ist der Sender im analogen und digitalen Kabel des Netzbetreibers Kabel BW auf Sendung.
Im Januar 2008 stiegen die Gesellschafter Salo Holding AG, Weber Management GmbH und Henning Röhl aus und verkauften ihre Anteile an die verbleibenden Gesellschafter.
Zum 1. Januar 2008 wurden die Anteile der Evangelischer Rundfunkdienst Baden ERB gemeinnützige GmbH auf die 100-%-Tochter ERB Medien GmbH übertragen. Ebenfalls zum 1. Januar 2008 wurde die bw family.tv GmbH in die bw family.tv GmbH & Co.KG formgewandelt.
Die Funktion der Komplementärin übernahm die neu gegründete bw family.tv Holding GmbH mit Sitz in Karlsruhe. In dieser GmbH herrscht Gesellschafteridentität mit der KG.
Zum 31. Dezember 2008 traten die Gesellschafter ekd media GmbH und com!media GmbH aus der Gesellschaft aus. Die Anteile wurden pro rata von den verbleibenden Gesellschaftern übernommen.

## Gesellschafter
Die Gesellschafterstruktur der bw family.tv GmbH & Co.KG setzt sich wie folgt zusammen:
- DFA Regional TV Baden-Württemberg GmbH (37 %) (Minderheitsgesellschafter der DFA Regional TV Baden-Württemberg GmbH ist mit einem Anteil von 49 % Frank Felte. Mehrheitsgesellschafterin ist die DFA Regional TV Beteiligungs GmbH, Bonn, (51 %) die ihrerseits vollständig im Anteilsbesitz der DFA Verwaltungs GmbH, Düsseldorf, steht. Sämtliche Anteile an dieser hält die Infobonn Holding GmbH, Bonn, im alleinigen Anteilsbesitz von Helmut Keiser.)
- Evangelisches Medienhaus GmbH (24 %) (Vollständig im Besitz der Evangelischen Landeskirche Württemberg.)
- ERB Medien GmbH (20 %) (Vollständig im Besitz des Evangelischen Rundfunkdienstes Baden und somit der Evangelischen Landeskirche Baden. Geschäftsführer Hanno Gerwin.)
- L-TV GmbH (13,4 %)
- b.i.g. - Gruppe (5,5 %) (Eine Karlsruher Unternehmensgruppe für Ingenieurleistungen, Facility Management, Gebäudeservice, Sicherheit, Netzwerkmanagement, Aus- und Weiterbildung.)

Geschäftsführer und Programmchef der bw family.tv GmbH & Co.KG ist Hanno Gerwin.
Stand: 13. Oktober 2009

## Senderorganisation

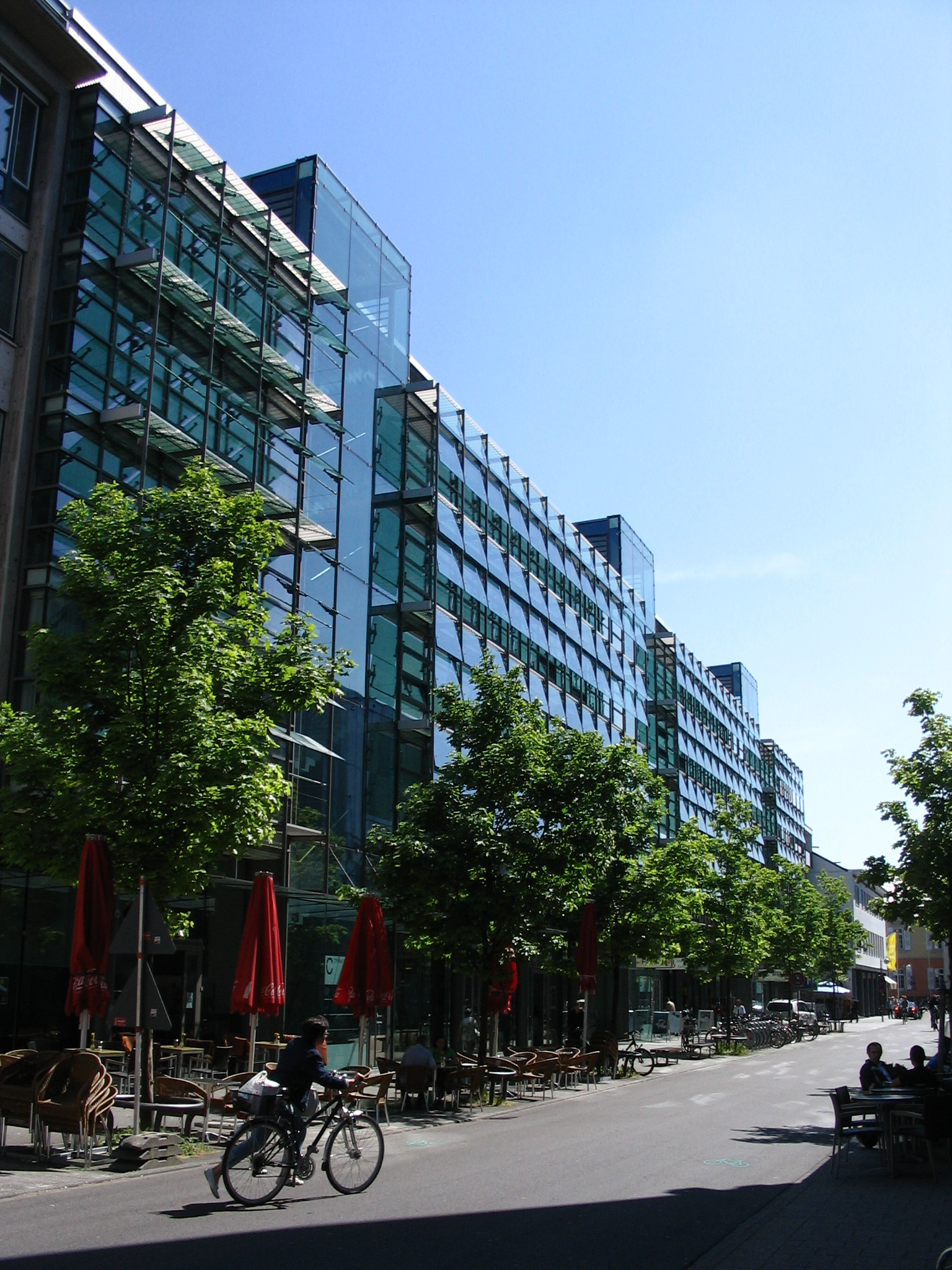
bwfamily.tv-Sendezentrale in Karlsruhe, Erbprinzenstraße 4–12

Für Produktion, Finanzierung und Vermarktung der Programmbestandteile sind die der bw family.tv GmbH angehörenden Produktionsunternehmen in voneinander unabhängigen Profitcentern verantwortlich. Das Produzenten-Netzwerk liefert die Inhalte an die Sendezentrale mit Sitz in Karlsruhe.

## Empfang
bw family.tv wird im digitalen Kabelfernsehen des Kabelnetzbetreibers Unitymedia Baden-Württemberg verbreitet. Der Sender ist ohne Zusatzentgelt empfangbar. Die technische Reichweite beträgt rund 4,8 Millionen Zuschauer in Baden-Württemberg. Über eine Verbreitung per Satellit wurde bisher noch nicht entschieden. BW Family.tv wird bislang nicht über DVB-T übertragen.
Alle Sendungen sind des Weiteren auf der Homepage von bw family.tv abrufbar.

## Programm/Formate
Nach Angabe der Kommission zur Ermittlung der Konzentration im Medienbereich (KEK) ist bw family.tv „ein werteorientiertes Fernsehvollprogramm aus Baden-Württemberg für die ganze Familie“. Schwerpunkte sind familienrelevante Themen, wie Gesundheit, Lebenshilfe, Ratgeber- und Servicesendungen sowie tagesaktuelle Informationen aus Baden-Württemberg und christliche Sendeformate.
Die typisches Wochentags-Programmstruktur von bw family.TV sah z. B. im Juni 2011 so aus:
53,13 % Teleshopping, Dauerwerbesendungen und Apps-Night (Redaktionelle Werbesendung für Iphone-/Ipad-Apps), 13,53 % Nachrichten, Frühstücksfernsehen und gewerbliche Veranstaltungstipps, 11,48 % Boulevard und Magazine, 10,42 % Kirchensendungen, 4,16 % Russia Today, 3,12 % Talk, 2,08 % CallIn-Lebensberatung, 2,08 % Kinderprogramm.
Von den der bw family.tv GmbH angehörenden Produktionsgesellschaften werden folgende Formate produziert:
- Apps-Night (Vom Gesellschafter DFA produzierte redaktionelle Werbesendung für Iphone-/Ipad-Apps)
- Alpha & Omega (Kirchensendung)
- BW – Land & Leute
- BW Medizin
- Café Aperto
- Erfüllt mit Leben
- family Lebenshilfe
- Fanblock (Sportmagazin von L-TV)
- Fit & Gesund mit Heike Drechsler
- Fliege TV
- Frisch Fromm Frei.de
- Frühstücksfernsehen LIVE
- GEPA TV
- Gerwin trifft – Was Deutschlands Prominente glauben
- Gloria – Gottesdienste aus Baden-Württemberg
- Goldstadt-Magazin
- Hallo Benjamin!
- Horizonte
- Israel heute
- Kindernothilfe TV
- Kirchenfernsehen
- Mama, Papa, Kind
- Städte und Gemeinden (Städteportraits von L-TV)
- VollWert
- Von Himmel und Erde
- Weltweit am Leben dran

Von externen Anbietern bezogene Formate:
- BWeins Nachrichten
- Deutsche Schlager Hitparade (produziert von MP-TV)
- ExtraHertz
- Fenster zum Sonntag
- Gott sei Dank
- Hour of Power
- Horné Live
- Idea-Fernsehen
- Joyce Meyer
- Musikparadies (produziert von MP-TV, bis 2004 auf BTV4U)
- Prometheus Wissenschaftsfernsehen
- Silvanas Europa
- Sophie’s Kinowelt
- Treffpunkt Baden-Baden
- Vita – Das Gesundheitsmagazin

Weitere Programmbestandteile sind Dauerwerbesendungen sowie Programmfenster von Bibel TV, tv.gusto und Deutsches Gesundheitsfernsehen.

## Programmgrundsätze
Der Sender sieht seine Aufgabe darin, seriöses, service- und werteorientiertes Programm für Baden-Württemberg zu senden, das das gesamte Spektrum des Familienlebens abdeckt. Erotikwerbung und Sendungen mit Astrologie oder Wahrsagerei als Inhalt werden nicht gesendet.